# 松本美紅
松本 美紅（まつもと みく、1999年9月23日 - ）は、元・セント・フォース関西所属タレント。

## 来歴
兵庫県出身。身長160cm。血液型：B型。視力は悪く、松本がSNSにUPする写真では常にコンタクトレンズをしている。普段は眼鏡姿で過ごすことも多いと語っている。兵庫県西宮市にある「MOJコンタクト」のイメージキャラクターも勤めていた。
2021年6月現在、関西学院大学商学部在学中（4年生）。同年初夏、2020年度「ミスキャンパス関西学院コンテスト」に出場し、11月に準グランプリに選出。クライアント賞としてDHC賞受賞。入学当時の2018年より同コンテストに出場希望だったが、2019年度に出場した1学年上の笠井菜央に憧れ、翌年出場を決意する。
2020年12月、スカウトを受け、セント・フォース関西に所属。
2021年1月、「ミスキャンパス関西学院2020」運営指示により、「ミスオブミス2021」への出馬表明をSNSで行う。同年3月、「ミスオブミス2021」において「審査員特別賞」「Nowme.by RUNWAY channel賞」を受賞した。
2023年4月、セント・フォース関西のホームページからプロフィールが削除される。

## 人物
家族は両親。一人っ子。インタビューで、尊敬する人に母親を挙げ、無人島にも連れていきたいと語る。
顔の中心よりやや右顎にあるホクロがある。 松本は、このホクロをあまり好きになれなかったそうだが、SNS等で褒められる事が増え、今では人と被らない私の魅力なんだ、と前向きに捉え気に入っていると語る。
好きなブランドにredyazelを挙げ、自身のSNSでコーディネートを紹介している。
「ミスキャンパス関西学院2020」のファイナリストになるまで自分の写真が嫌いで、ほぼ写らず、自撮りも撮らなかった。
「ミスキャンパス関西学院2020」活動時のキャッチコピーは「みくのギャップ、感じてみませんか?」…これは見た目から大人しい子と思われがちだが、実際はよく話し、よく笑う。そのギャップを知ってもらいたかったため。…但し、SNS配信では、初対面の相手からなかなかそう思われない、と本人の弁。
心掛けている事として、自分が1番可愛いと思わないことで、自分が1番だと思ってしまうと、そこで終わってしまうため。毎日芸能人の方々の写真を見て、モチベーションを上げる。その他、毎晩軽く筋トレをする。食生活では、最近はジュースではなくお水を飲むようにしている。
趣味は、ゲーム実況を見る・YouTubeを見る・音楽鑑賞。インドア派で、ゴロゴロすることが好きで、あまり外出しない。 2021年1月、Instagramで実施した質問箱で「東海オンエアのYouTubeをよく見る」と回答している。
特技は、10年間習っていたピアノ。「ミスキャンパス関西学院2020」のファイナルイベントでは、運営都合上、キーボードで演奏。 曲目は、ファンになるきっかけの曲・推しである生田絵梨花が所属する乃木坂46の「君の名は希望」。
好きな飲み物は、「スターバックス」の抹茶フラペチーノ・コーラ。特に、抹茶フラペチーノは、寒い時期でも好んで飲み、「ミスキャンパス関西学院2020」活動時での写真にも写っている。